# بارونیسی
بارونیسی (به ایتالیایی: Baronissi) یک کومونه در ایتالیا است که در استان سالرنو واقع شده‌است.

## خصوصیات
بارونیسی ۱۷ کیلومترمربع مساحت و ۱۶٬۷۹۰ نفر جمعیت دارد و ۲۶۰ متر بالاتر از سطح دریا واقع شده‌است.

## خواهرخوانده
شهر Portes-lès-Valence خواهرخواندهٔ بارونیسی هست.